# 1908年1月3日日食
1908年1月3日日食是一次日全食，發生於1908年1月3日（東半球為1月4日）。新月當天（即朔日），地球上觀測到月球和太阳的角距離極小，此時月球如果恰好在月球交點附近，穿過太阳和地球之間，與地球、太阳接近一直線，則會出現日食。月球本影接觸地表而使該區域完全得不到陽光，就會形成日全食，同時在本影兩側數千公里的半影範圍內遮擋部分陽光，形成日偏食。此次日全食經過了德屬新幾內亞、英屬西太平洋領地、英屬萊恩群島、英屬菲尼克斯群岛、哥斯达黎加，日偏食則覆蓋了太平洋大部、中美洲大部及周邊部分地區。

## 日食概況

### 出現區域
太平洋西部民托環礁以北約290公里的洋面在1月4日日出時最先看到日全食，隨後月球本影向東南移動，覆蓋了拉利克礁鏈和吉爾伯特群島的部分島嶼，跨過國際日期變更線，又覆蓋萊恩群島和菲尼克斯群岛的部分島嶼後在法屬玻里尼西亞塔卡羅阿環礁以北約280公里處達到最大食分。此後本影轉向東北，劃過很長的洋面後，最終在1月3日日落時分劃過哥斯达黎加的一小段陸地並從尼科亞灣海面離開地表。
此次全食帶覆蓋範圍內絕大部分都是海洋。除部分島嶼外，本次全食帶內的陸地僅有本影即將離開地表時在哥斯达黎加劃過的約90公里。本影經過的陸地依次包括：
- 德屬新幾內亞（今馬紹爾群島部分）：埃崩環礁；
- 英屬西太平洋領地（今基里巴斯部分）：布塔里塔里環礁極南端、阿拜昂環礁北部、馬拉凱環礁；
- 英屬萊恩群島（今屬基里巴斯）：弗林特島；
- 英屬菲尼克斯群岛（今屬基里巴斯）：奧羅納環礁和曼拉島；
- ：瓜納卡斯特省南部和蓬塔雷納斯省在尼科亞灣西部和北部的地區。[3][4]

除了狹窄的全食帶內能看見日全食之外，月球半影覆蓋範圍內都能看到日偏食，包括澳大利亚東北部和大洋洲除帛琉群島、新幾內亞西部和新西兰外的其餘島嶼，美国南部、中美洲大陸部分除墨西哥極西北角外的絕大部分和大安的列斯群島西部、南美洲西北部。其中大部分位於國際日期變更線以東，在1月3日看到日食，剩下的部分在1月4日看到日食。

### 基本參數
- 類型：日全食
- 食甚中心處（位於法屬玻里尼西亞塔卡羅阿環礁以北約280公里的太平洋）資料：
  - 時間：1908年1月3日21:45:13.9

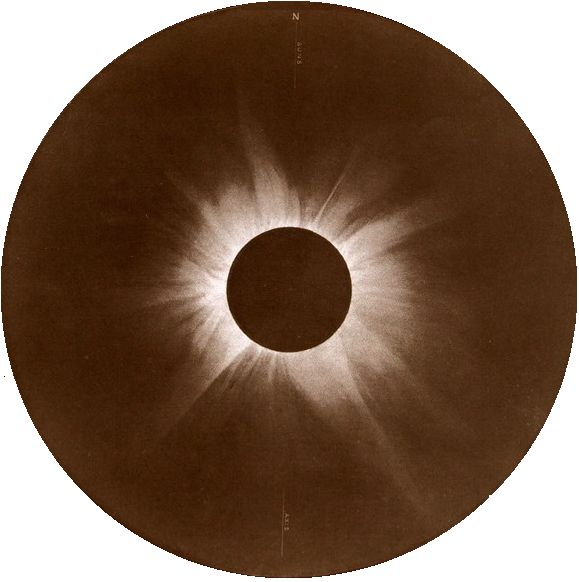
利克天文台觀測隊在弗林特島拍攝的日冕

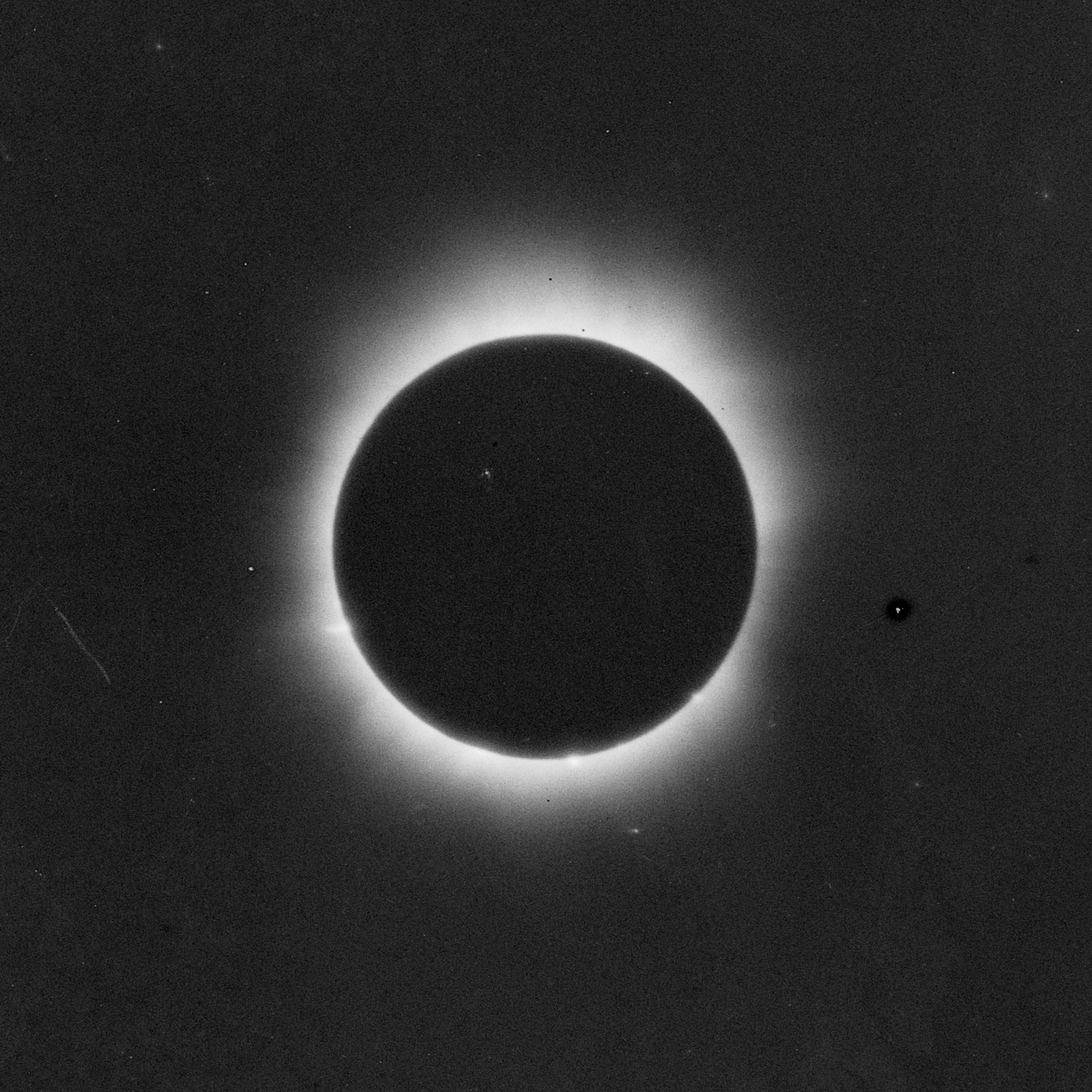
弗林特島的日冕照片

  - 地點：11°49.1′S 145°8.9′W / 11.8183°S 145.1483°W
  - 食分：1.0437（全食帶內最大）
  - 日全食持續時間：4分13.8秒

## 觀測
美国利克天文台派觀測隊到弗林特島觀測了日全食，這是萊恩群島中的一個無人島。觀測隊在1907年11月22日從旧金山乘船出發，12月4日抵達法屬玻里尼西亞首府、大溪地島上的帕皮提，準備了許多物資和後勤人員後，又在12月7日傍晚登船，9日下午抵達弗林特島。英國皇家天文學會、悉尼天文台的天文學家及新西兰的測量員也在利克天文台的觀測點附近觀測了日全食。觀測隊成功拍攝了日冕圖片。

## 相關的日食

### 1906-1909年的日食
月球交替位於相對的月球交點時，以半個交點年（食年），即約177天又4小時間隔出現下列日食。
註：1906年2月23日和1906年8月20日的日偏食屬於上一組交點年系列。
| 升交點   | 升交點                   |          | 降交點                    | 降交點 |
| 沙羅周期 | 地圖                     | 沙羅周期 | 地圖                      |        |
| 115      | 1906年7月21日 偏食（南） | 120      | 1907年1月14日 全食        |        |
| 125      | 1907年7月10日 環食       | 130      | 1908年1月3日 全食         |        |
| 135      | 1908年6月28日 環食       | 140      | 1908年12月23日 全環食     |        |
| 145      | 1909年6月17日 全環食     | 150      | 1909年12月12日 偏食（南） |        |

### 沙羅周期
沙羅週期長度為18年11天。本次日食屬於沙羅週期130，共包含73次日食，依次為1096年8月20日至1457年3月25日的21次日偏食、1475年4月5日至2232年7月18日的43次日全食、2250年7月30日至2394年10月25日的9次日偏食，總共歷時1298.17年。其中最長的全食發生於1619年7月11日，共持續了6分41秒。
下表列舉了1901年至2100年間發生的屬於該周期的日食，是第46至56次：
| 46            | 47            | 48            |
| ------------- | ------------- | ------------- |
| 1908年1月3日  | 1926年1月14日 | 1944年1月25日 |
| 49            | 50            | 51            |
| 1962年2月5日  | 1980年2月16日 | 1998年2月26日 |
| 52            | 53            | 54            |
| 2016年3月9日  | 2034年3月20日 | 2052年3月30日 |
| 55            | 56            |               |
| 2070年4月11日 | 2088年4月21日 |               |

## 資料來源
1. ↑  樊忠玉. . 中国天文科普网.   [2016-04-07]. （原始内容存档于2014-09-17）.
2. 1 2  Fred Espenak. . NASA Eclipse Web Site.   [2016-04-07]. （原始内容存档于2020-10-23）.（英文）
3. ↑  Fred Espenak. . NASA Eclipse Web Site.   [2016-04-07]. （原始内容存档于2020-11-24）.（英文）
4. ↑  Xavier M. Jubier. .   [2016-04-07]. （原始内容存档于2017-04-06）.（法文）（英文）
5. ↑  Fred Espenak. . NASA Eclipse Web Site.   [2016-04-07]. （原始内容存档于2017-12-28）.（英文）
6. ↑  Sebastian Albrecht. . Journal of the Royal Astronomical Society of Canada: 115–131.   [2016-04-08]. （原始内容存档于2019-08-23）.（英文）
7. ↑  . 動力博物館.   [2016-04-08]. （原始内容存档于2017-01-03）.（英文）
8. ↑  Fred Espenak. . NASA Eclipse Web Site.（英文）

## 外部連結
- NASA日食專頁（页面存档备份，存于）（英文）
- 可見區域圖和時間統計：由弗雷德·埃斯佩纳克做出的日食預報，NASA/GSFC
  - Google互動地圖呈現的日食範圍
  - 貝塞爾元素
- Google地圖顯示的日全食和日偏食範圍（页面存档备份，存于）（法文）（英文）

| \| \| 日食 \|                             |                             |                                           |
| 上一次日食： 1907年7月10日日食 （日環食） | 1908年1月3日日食 （日全食） | 下一次日食： 1908年6月28日日食 （日環食） |
| 上一次日全食： 1907年1月14日日食          | 1908年1月3日日食 （日全食） | 下一次日全食： 1910年5月9日日食           |
|                                           | 日食                        |                                           |